# Apià
Apià, en grec antic Αππιανός Αλεξανδρεύς, en llatí Appianus Alexandrinus (vers 95- vers 165) fou un historiador grecoromà, nascut a Alexandria que va viure a Roma al temps de Trajà, Hadrià, i Antoní Pius. Famós per haver escrit una extensa “Història de Roma” en 24 llibres.

## Biografia
Va néixer vers l'any 95 a Alexandria. Va escriure una autobiografia de la qual només queda un fragment, conegut amb el nom de "Poema d'Apià fragment nº62". Part de la informació sobre la seva vida procedeix d'una carta que va escriure al seu amic Marc Corneli Frontó. Apià també és esmentat al còdex 57 de la Biblioteca del patriarca Foci.
Apià va ocupar llocs administratius importants a la província romana d'Egipte on havia nascut. Cap a l'any 120 es va traslladar a Roma, on va treballar d'advocat, defensant casos davant l'emperador (probablement com a advocatus fisci), fet que fa constar a la introducció del la seva "Història de Roma". Vers l'any 147 fou nomenat procurator, probablement d'Egipte, per recomanació del seu amic Frontó. Com que la posició de procurator només s'adjudicava a membres de l'ordre eqüestre, el seu nomenament ens dona informació sobre el tipus de família a la qual pertanyia Apià.

## Obra

### Història de Roma
Aquesta obra titulada originalment Ῥωμαϊκά (Ro̱maïká, «Història de Roma»), està dividida en 24 llibres, però no en forma cronològica sinó per territoris, descrivint com van ser incorporats a Roma. La importància d'aquesta obra rau, sobretot, en la informació recollida sobre les guerres civils.
- LLibres I-III, dedicats als pobles de la península italiana, període de la monarquia romana i els samnites
- Llibre IV, sobre els gals
- Llibre V, Sicília, Sardenya i Còrsega,
- Libre VI, Hispània,
- Llibre VII, Guerres d'Hanníbal,
- Llibre VIII, sobre Líbia, Cartago i Numídia,
- Llibre IX, la Macedònia,
- Llibre X Grècia i els estats grecs d'Àsia,
- Llibre XI Síria i Pàrtia,
- Llibre XII, la guerra de Mitridates,
- Llibres XI-XXI, les guerres civils (en llatí: Bellum Civile)
- Llibre XXII, període entre la batalla d'Àccium i Vespasià
- Llibre XXIII, les guerres d'Il·líria
- Llibre XXIV, les guerres per la conquesta d'Aràbia.

Es conserven sencers els llibres 6, 7, 8, 11, 12, 13, 14, 15, 16, 17, i 23, i alguns fragments dels altres.

### Altres
Una història de Pàrtia en 11 llibres s'ha conservat, però si bé li fou atribuïda es va demostrar que era una compilació de les ""Vides paral·leles" de Plutarc.